# Ruine Sterneck
Die Ruine Sterneck, auch Sterneneck genannt, ist die Ruine einer Spornburg im Ortsteil Sterneck der Gemeinde Loßburg im Landkreis Freudenstadt in Baden-Württemberg.

## Geografische Lage
Die Ruine steht am Westrand des Gäus zum östlichen Schwarzwald auf einem Sporn über dem hier ostwärts laufenden Glatt-Zufluss Heimbach. Sie liegt auf 551,2 m ü. NN und damit etwa 40 Meter über dem Fluss, der um den Sporn eine etwas über 200 Meter lange und etwas weniger breite Südschlinge zieht. Nördlich von diesem beginnen auf der Hochebene über dem Tal die Häuser des verstreuten Weilers Sterneck, im Süden liegt zu Füßen des Sporns am diesseitigen Ufer der Wohnplatz Schlossmühle. Flussabwärts ist der Heimbach heute von der Heimbachsperre angestaut, deren Rückstau fast bis zur Mühle reicht.

## Geschichte und Beschreibung
Der Erbauer der Burg Sterneck, Vollmar von Brandeck, (zwischen 1230 und 1250) geriet als Vogt von Dornhan wegen der Gerichtsbarkeit in Streit mit dem Kloster Alpirsbach. Er rächte sich durch Rauben und Brandschatzen im Klostergebiet. Mit der großen neuen Burganlage übernahm er sich wohl; denn nach seinem Tode mussten Witwe und Kinder im Jahre 1276 Breitenwies bei Aischfeld und Oberehlenbogen verkaufen. Als potenter Käufer kam lediglich das Kloster Alpirsbach in Frage. Und dieses machte zunächst die Schäden des Erblassers geltend. Fast der halbe Kaufpreis wurde für die durch den Erblasser Volmar verursachten Schäden verrechnet.
Im Mittelalter gehörten zur Herrschaft Sterneck vier Dörfer (Fürnsal, Wälde, Breitenau und Busenweiler), das Pfarrgut Unterbrändi mit den heute noch erhaltenen interessanten Marksteinen, Höfe in Geroldsweiler und Dottenweiler und der edelmännische Trollenberg. Ursprünglich gehörten noch dazu die Breitenwies, das obere Ehlenbogental, der Trollenberg, der Grabenhof, der Stuhlhof mit einem früheren Gerichtsstuhl und der Vogelsberg, wo einst lt. Sattler eine Burg stand. Weitere Besitzungen hatten die Brandecker in umliegenden Orten, so auch in Dornhan.
Aus der Zeit des letzten Brandeckers, ebenfalls ein Vollmar († 1549) stammt der obere noch erhaltene Renaissance-Fries am Bergfried. Hier hat sicherlich der wohlhabende Schwiegersohn Georg von Ow mitgewirkt.
Nach zwei Zeichnungen aus der Zeit um 1600 stand die Burg auf der östlichen Seite des Burg- und Schloss-Areals. Die Skizze aus der Beschreibung des Burgfriedens ist auf einer der bei der Ruine angebrachten Tafeln zu sehen. Eine weitere Zeichnung stammt von Johannes Öttinger [Karte: Alpirsbacher Forst]. Zwei örtliche Heimatforscher besichtigten daher den kleineren Keller unter dem Haus auf der Ostseite und sahen ihn als den älteren an. Sie baten daher Dr. Wein, den ehemaligen Kreisarchivar von Freudenstadt um eine Stellungnahme. Er untersuchte das Gemäuer und bestätigte die Vermutung. Ebenso kam er zu der Überzeugung, dass nach den beiden Zeichnungen die Burg auf der östlichen Seite gelegen haben muss. Bisher wurde in der Literatur auf diese Tatsache noch nicht hingewiesen. Der kleine Keller muss also zur Burg gehört haben und lag wohl direkt unter der Burg. Er muss ein Alter von gut 750 Jahren haben.
Von der Ostseite aus konnten die Brandecker die darunter liegende wichtige Verkehrsstraße kontrollieren und Wegezoll erheben. Die Straße führte von Dornstetten über Wittendorf, Oberbrändi, Sterneck, Gundelshausen, Dornhan bis zur Straßenkreuzung beim Römerkastell Waldmössingen. Römische Fundorte liegen entlang dieser Straße, doch ist kein Nachweis für eine Römerstraße gegeben. Im Wittendorfer Heimatbuch ist die Wegführung mit den entsprechenden Belegen beschrieben.
Straßenzölle besserten die Kasse der Brandecker auf. Die Einnahmen aus dem kleinen Herrschaftsbereich waren durch die Erbteilung an die verschiedenen Nachkommen spärlich. So leisteten sich die vier Vettern Kuno, Hans der Lamparter, Klein-Hans und Vollmar Übergriffe im württembergischen Hoheitsgebiet. Sie glaubten wohl, die Württemberger seien weit weg. Doch selbst Graf Eberhardt III, der Milde, wollte dem Treiben nicht länger zusehen und belagerte mit Hilfe der Rottweiler, den berüchtigten Burgenbrechern, die Burg Sterneck. Die Folge waren abgebrannte Höfe rings um Sterneck und die Übergabe der Burg an die Württemberger. Die Brandecker bekamen sie aber als Lehen wieder zurück.
Jahrzehntelang, über zwei, drei Generationen hatte sich der Viehbestand noch nicht erholt. Der Vogelsberg in 24-Höfe musste schließlich an das Kloster Alpirsbach verkauft werden. Der Verlust des Eigenbesitzes, des sogenannten Allods, hatte verwaltungsmäßige und vor allem bekenntnismäßige Folgen bis in die Neuzeit; denn die Württemberger bestimmten als Lehnsherren nach dem Tode der letzten Brandeckerin, Katharina von Ow, die Religionszugehörigkeit. Im Jahre 1718 brannte die Burg aus. Danach wurde das Gebäude von Gräfin Maria Augusta von Attems, der letzten von Ow zu Sterneck, weit großzügiger als Schloss errichtet mit einem wesentlich größeren Keller. Burgen waren ohnehin mit der Entwicklung der Feuerwaffen hinfällig geworden.
Im gehobenen Adel hatte man nun größere Verpflichtungen. Man wollte mit Andern mithalten können. So lebte der Adel oft über seine Verhältnisse und die Attems in Hirrlingen verarmten. Der Graf musste öfters von seinen Angestellten Geld borgen.
Obwohl das Schloss in der Barockzeit erbaut wurde, hatte das neue Gebäude noch den gotischen Stufengiebel. Eine Schautafel auf dem Schlossgelände zeigt einen Vergleich der alten Burg mit dem neuen Schloss. Die Karte vom Burgfrieden bezeugt den Zustand der alten Burg. Dabei ist der südliche Eckturm besonders auffallend. Hier war das obere Eckstübchen als Abtsstübchen, das untere als Sommerstübchen bezeichnet. Ein Stock tiefer lag die Burgkapelle und unter dieser das allgemeine Gefängnis. Das Burgverlies war in dem als Ruine noch erhaltenen Turm untergebracht. Hier hat sich im Laufe der Zeit viel Unrat angesammelt. Ausführliche Beschreibungen von der Burg und vom Schloss liegen auch in Nr. 5 der Loßburger Hefte vor: Dort findet sich eine Gegenüberstellung mit Quellenangabe. Anfang des 20. Jahrhunderts hat der Burgenforscher Koch das Burgareal genau vermessen. Doch der große Keller war ihm nicht zugänglich, da er noch verschüttet war.
Der jetzt geöffnete große Keller stammt also nicht von der Burg, sondern vom Schloss Sterneck. Einige interessante Merkmale weisen darauf hin:
- Im Mörtel des Gewölbes sind Abdrücke von schmal gesägten Brettern, die nicht aus der Zeit des Burgenbaus stammen können.
- Auf der Nordseite ist die Decke an die Schildmauer der ehemaligen Befestigungsanlage angesetzt, während im Süden das Gewölbe auf einer neu errichteten Mauer mit polygonen Steinen aufgesetzt ist.
- An der Nordseite ist die alte Verzahnung einer ursprünglichen Ostmauer deutlich sichtbar.

Der Kellerraum deutet demnach auf einen Zwinger, der dann vom Schloss überbaut wurde. Um den Charakter des Kellers möglichst zu erhalten, wurde lediglich eine Fußbodenbeleuchtung zur Besichtigung des Kellers eingebaut.
Von 1749 an, als Sterneck zu Württemberg kam, sind die Gebäude an Erbpächter übergegangen. Die Anlage zerfiel immer mehr; für die Pächter und späteren Besitzer wurde der Unterhalt zu kostspielig. Diese bauten kleinere Wohnungen nebenan. Von staatlicher Seite bestand damals kein Interesse am Erhalt des Schlosses. So nahm die Schlossanlage den damals üblichen Verlauf, die behauenen Steinen dienten als willkommenes Baumaterial. Im 20. Jahrhundert dagegen war man bestrebt, die letzten Reste des historischen Denkmals zu erhalten. Viele Renovierungen der Ruine erfolgten: 1914, 1934, 1963, 1971 und 1994/95. Sie zeugen für das Geschichtsbewusstsein der Gemeinde.